# 昆药集团
昆药集团股份有限公司（上交所：600422，上市简称昆药集团）成立于1951年3月，是云南省一家制药企业。2000年12月，在上海证券交易所上市，主要從事藥品的生產及銷售。2022年5月8日，华润三九向华立医药购买其所持有的昆药集团27.56%股份，并向华立集团购买其所持有的昆药集团0.44%股份。交易完成后，华润三九持有昆药集团28%股份，昆药集团成为华润三九控股子公司。同年11月底，华润三九宣布全资收购昆药集团股权，12月22日经国务院国资委核准通过收购案。
该公司曾获得“全国药品交易会标杆企业”称号，列于2018年云南省非公企业百强榜第十名，并曾向美国Sparx公司现金投资250万美元合作开发Claudin 18.2人源化单克隆抗体这种胃癌药物。
该公司有注射用血塞通冻干粉等中药注射剂作为主要产品，但因中药注射剂在中国大陆地区限制在二级以上医院使用，而销售费用攀升，故2018年上半年净利润再次出现下滑。